# Mòcheni

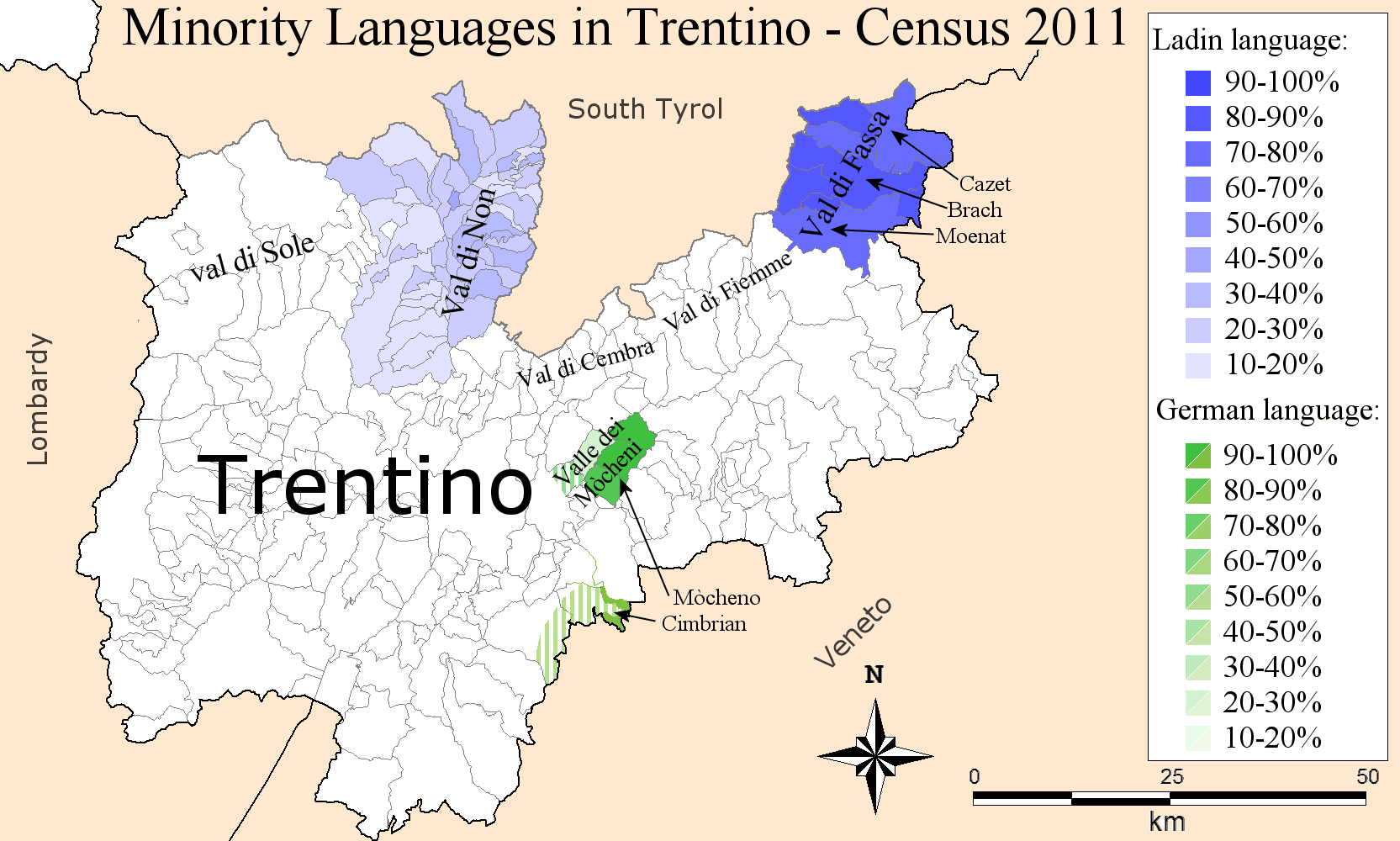
Divisió lingüística al Trentino Trentino:
cimbris i mòcheni

Els Mòcheni són un grup ètnic petit (hi ha censats 2.278 parlants de mòcheni el 2001), situats al vessant oriental de la Vall dels Mocheni, a la província de Trento, als municipis de Fierozzo/Vlarotz, Frassilongo/Garait i Palù del Fersina/Palai en Bersntol. El terme deriva de la variant de pronunciació del verb alemany machen, "fer", caracteritzant als mocheni com a poble de treballadors, i més específicament la frase mache ich "jo faig" que en dialecte esdevé mòchen i.

## Història
L'origen dels Mocheni sembla que es remunta a una immigració de colons alemanys, cridats pels senyors feudals de Pergine, a finals del segle xiii, amb la finalitat de fer productiva una zona feréstega. Aquesta immigració no representà un fet aïllat, trobant correspondència en fenòmens anàlegs documentats a Valsugana i a tot el Trentino oriental.

## Llengua
A la vall s'hi parla el mòcheno una variant d'alemany que sembla una derivació directa de l'alt alemany antic, portat a la zona durant l'edat mitjana. Durant l'època feixista es va prohibir l'ús de la parla alemanya, i després del desinterès dels anys seixanta, s'ha revaloritzat de la mateixa manera que altres minories de la província de Trento.